# Bickerton, Northumberland
Bickerton är en ort i civil parish Hepple, i grevskapet Northumberland i England. Orten är belägen 7 km från Rothbury. Bickerton var en civil parish 1866–1955 när det uppgick i Hepple. Civil parish hade 5 invånare år 1951.